# عریش
عریش شهری است که در سواحل دریای مدیترانه، در شمال شرقی استان سیناء شمالی در کشور مصر واقع شده است، و همچنین پایتخت و بزرگترین شهر در مرکز عریش است. مصر است.